# Чемпионат Португалии по волейболу среди мужчин
Чемпионат Португалии по волейболу среди мужчин — ежегодное соревнование мужских волейбольных команд Португалии. Проводится с 1947 года.
Соревнования проходят в четырёх дивизионах — А1, А2, 2-м и 3-м. Организатором чемпионатов является Португальская федерация волейбола (Federacao Portuguesa de Voleibol — FPV).

## Формула соревнований (дивизион А1)
Чемпионат в дивизионе А1 в сезоне 2024/25 проходил в два этапа — предварительный и плей-офф. На предварительной стадии команды играли в два круга. 8 лучших вышли в плей-офф и далее по системе с выбыванием определили финалистов, которые разыграли первенство. Серии матчей плей-офф проводились до двух (четвертьфинал) и до трёх (полуфинал и финал) побед одного из соперников.
За победы со счётом 3:0 и 3:1 команды получают 3 очка, 3:2 — 2 очка, за поражение со счётом 2:3 — 1 очко, 0:3 и 1:3 — 0 очков.
В чемпионате 2024/25 в Дивизионе А1 играли 12 команд: «Бенфика» (Лиссабон), «Спортинг» (Лиссабон), «Академика» (Эшпинью), «Лейшойнш» (Матозиньюш), «Каштелу-да-Мая» (Мая), «Спортинг» (Эшпинью), «Витория» (Гимарайнш), «Алвареш» (Гондомар), «Академику-Мамеди» (Сан-Мамеди-ди-Инфешта), «Виана Каса Пейшоту» (Виана-ду-Каштелу), «Фонти-Бастарду» (Вила-да-Прая-да-Витория), «Атлантика-ди-Мадалена» (Вила-Нова-ди-Гая). Чемпионский титул выиграл «Спортинг» (Лиссабон), победивший в финальной серии «Бенфику» 3-2 (1:3, 1:3, 3:1, 3:0, 3:1). 3-е место занял «Лейшойнш».

## Чемпионы
| - 1947 ИСТ Лиссабон - 1948 ИСТ Лиссабон - 1949 ИСТ Лиссабон - 1950 ИСТ Лиссабон - 1951 ИСТ Лиссабон - 1952 ИСТ Лиссабон - 1953 ИСТ Лиссабон - 1954 «Спортинг» Лиссабон - 1955 ИСТ Лиссабон - 1956 «Спортинг» Лиссабон - 1957 «Спортинг» Эшпинью - 1958 ИСТ Лиссабон - 1959 «Спортинг» Эшпинью - 1960 ИСТ Лиссабон - 1961 «Спортинг» Эшпинью - 1962 ИСТ Лиссабон - 1963 «Спортинг» Эшпинью - 1964 «Лейшойнш» Матозиньюш - 1965 «Спортинг» Эшпинью - 1966 ИСТ Лиссабон - 1967 ИСТ Лиссабон - 1968 ИСТ Лиссабон - 1969 «Порту» - 1970 «Порту» - 1971 «Порту» - 1972 «Лейшойнш» Матозиньюш - 1973 «Порту» - 1974 «Лейшойнш» Матозиньюш - 1975 «Порту» - 1976 «Лейшойнш» Матозиньюш - 1977 «Порту» - 1978 «Порту» - 1979 «Порту» - 1980 «Порту» - 1981 «Бенфика» Лиссабон - 1982 «Лейшойнш» Матозиньюш - 1983 «Эшмориш» Овар - 1984 «Эшмориш» Овар - 1985 «Спортинг» Эшпинью - 1986 «Порту» | - 1987 «Спортинг» Эшпинью - 1988 «Порту» - 1989 «Лейшойнш» Матозиньюш - 1990 «Академику» Эшпинью - 1991 «Бенфика» Лиссабон - 1992 «Спортинг» Лиссабон - 1993 «Спортинг» Лиссабон - 1994 «Спортинг» Лиссабон - 1995 «Спортинг» Эшпинью - 1996 «Спортинг» Эшпинью - 1997 «Спортинг» Эшпинью - 1998 «Спортинг» Эшпинью - 1999 «Спортинг» Эшпинью - 2000 «Спортинг» Эшпинью - 2001 «Каштелу-да-Майа» Майа - 2002 «Каштелу-да-Майа» Майа - 2003 «Каштелу-да-Майа» Майа - 2004 «Каштелу-да-Майа» Майа - 2005 «Бенфика» Лиссабон - 2006 «Спортинг» Эшпинью - 2007 «Спортинг» Эшпинью - 2008 «Витория» Гимарайнш - 2009 «Спортинг» Эшпинью - 2010 «Спортинг» Эшпинью - 2011 «Фонти-Бастарду» Вила-да-Прая-да-Витория - 2012 «Спортинг» Эшпинью - 2013 «Бенфика» Лиссабон - 2014 «Бенфика» Лиссабон - 2015 «Бенфика» Лиссабон - 2016 «Фонти-Бастарду» Вила-да-Прая-да-Витория - 2017 «Бенфика» Лиссабон - 2018 «Спортинг» Лиссабон - 2019 «Бенфика» Лиссабон - 2020 чемпионат не завершён, итоги не подведены - 2021 «Бенфика» Лиссабон - 2022 «Бенфика» Лиссабон - 2023 «Бенфика» Лиссабон - 2024 «Бенфика» Лиссабон - 2025 «Спортинг» Лиссабон |

### Титулы
| Клуб                                     | Победы |
| ---------------------------------------- | ------ |
| «Спортинг» Эшпинью                       | 18     |
| ИСТ Лиссабон                             | 14     |
| «Порту»                                  | 11     |
| «Бенфика» Лиссабон                       | 12     |
| «Спортинг» Лиссабон                      | 7      |
| «Лейшойнш» Матозиньюш                    | 6      |
| «Эшмориш» Овар                           | 2      |
| «Фонти-Бастарду» Вила-да-Прая-да-Витория | 2      |
| «Академику» Эшпинью                      | 1      |
| «Витория» Гимарайнш                      | 1      |